# 东山番仔楼
东山番仔楼，又称瑞懋楼，位于中国福建省龙海市角美镇东山村，建于1932—1939年，坐西北朝东南，由两山门、前厅、瑞懋楼、青楼等组成，占地面积550平方米。瑞懋楼，三层中西合璧式建筑，一层面阔三间，前廊柱红砖垒砌，拱券顶；二层面阔三间；三层建八卦亭。整栋建筑墙上瓷砖均采购自东南亚，异彩纷呈。2013年1月28日公布为第八批福建省文物保护单位。